# Ecquevilly
Ecquevilly és un municipi francès, situat al departament d'Yvelines i a la regió de Illa de França. L'any 2007 tenia 4.253 habitants.
Forma part del Cantó de Les Mureaux, del districte de Rambouillet i de la Comunitat urbana Grand Paris Seine et Oise.

## Demografia

### Població
El 2007 la població de fet d'Ecquevilly era de 4.253 persones. Hi havia 1.507 famílies, de les quals 337 eren unipersonals (183 homes vivint sols i 154 dones vivint soles), 419 parelles sense fills, 631 parelles amb fills i 120 famílies monoparentals amb fills.
La població ha evolucionat segons el següent gràfic:
Habitants censats

### Habitatges
El 2007 hi havia 1.652 habitatges, 1.531 eren l'habitatge principal de la família, 5 eren segones residències i 116 estaven desocupats. 1.078 eren cases i 570 eren apartaments. Dels 1.531 habitatges principals, 1.019 estaven ocupats pels seus propietaris, 468 estaven llogats i ocupats pels llogaters i 45 estaven cedits a títol gratuït; 42 tenien una cambra, 131 en tenien dues, 239 en tenien tres, 470 en tenien quatre i 651 en tenien cinc o més. 1.145 habitatges disposaven pel capbaix d'una plaça de pàrquing. A 681 habitatges hi havia un automòbil i a 724 n'hi havia dos o més.

### Piràmide de població
La piràmide de població per edats i sexe el 2009 era:
| Homes | Edats   | Dones |
| ----- | ------- | ----- |
| 0     | 95 o +  | 0     |
| 4     | 90 a 94 | 0     |
| 0     | 85 a 89 | 28    |
| 8     | 80 a 84 | 12    |
| 12    | 75 a 79 | 28    |
| 60    | 70 a 74 | 40    |
| 108   | 65 a 69 | 72    |
| 128   | 60 a 64 | 92    |
| 156   | 55 a 59 | 100   |
| 116   | 50 a 54 | 184   |
| 168   | 45 a 49 | 116   |
| 100   | 40 a 44 | 152   |
| 176   | 35 a 39 | 192   |
| 160   | 30 a 34 | 112   |
| 140   | 25 a 29 | 140   |
| 196   | 20 a 24 | 128   |
| 164   | 15 a 19 | 144   |
| 164   | 10 a 14 | 208   |
| 220   | 5 a 9   | 156   |
| 128   | 0 a 4   | 116   |

## Economia
El 2007 la població en edat de treballar era de 2.857 persones, 2.074 eren actives i 783 eren inactives. De les 2.074 persones actives 1.870 estaven ocupades (968 homes i 902 dones) i 204 estaven aturades (112 homes i 92 dones). De les 783 persones inactives 227 estaven jubilades, 305 estaven estudiant i 251 estaven classificades com a «altres inactius».

### Ingressos
El 2009 a Ecquevilly hi havia 1.467 unitats fiscals que integraven 4.183 persones, la mediana anual d'ingressos fiscals per persona era de 22.274 €.

### Activitats econòmiques
Dels 219 establiments que hi havia el 2007, 2 eren d'empreses extractives, 1 d'una empresa alimentària, 3 d'empreses de fabricació de material elèctric, 15 d'empreses de fabricació d'altres productes industrials, 41 d'empreses de construcció, 52 d'empreses de comerç i reparació d'automòbils, 10 d'empreses de transport, 5 d'empreses d'hostatgeria i restauració, 13 d'empreses d'informació i comunicació, 10 d'empreses financeres, 9 d'empreses immobiliàries, 37 d'empreses de serveis, 14 d'entitats de l'administració pública i 7 d'empreses classificades com a «altres activitats de serveis».
Dels 57 establiments de servei als particulars que hi havia el 2009, 1 era una gendarmeria, 1 oficina de correu, 2 oficines bancàries, 7 tallers de reparació d'automòbils i de material agrícola, 1 taller d'inspecció tècnica de vehicles, 1 autoescola, 5 paletes, 7 fusteries, 6 lampisteries, 6 electricistes, 4 empreses de construcció, 4 perruqueries, 3 restaurants, 6 agències immobiliàries i 3 tintoreries.
Dels 8 establiments comercials que hi havia el 2009, 2 eren fleques, 1 una fleca, 1 una botiga de congelats, 1 una llibreria, 1 una botiga de roba, 1 una botiga d'electrodomèstics i 1 una joieria.
L'any 2000 a Ecquevilly hi havia 9 explotacions agrícoles.

## Equipaments sanitaris i escolars
L'únic equipament sanitari que hi havia el 2009 era una farmàcia.
El 2009 hi havia 2 escoles maternals i 2 escoles elementals. Ecquevilly disposava d'un col·legi d'educació secundària amb 368 alumnes.

## Poblacions més properes
El següent diagrama mostra les poblacions més properes.